# Boban Danow
Boban Danow (maced. Бобан Данов; 27 czerwca 1984) – macedoński zapaśnik walczący w stylu wolnym. Trzynasty na mistrzostwach świata w 2014. Jedenasty na mistrzostwach Europy w 2014. Zajął 21. miejsce na igrzyskach europejskich w 2015. Brązowy medalista igrzysk śródziemnomorskich w 2013. Wicemistrz śródziemnomorski w 2014 roku.